# Omar Sy
Omar Sy (* 20. ledna 1978 Trappes, Francie) je francouzský herec.
Jeho otec pocházel ze Senegalu a matka z Mauritánie. Filmu se začal věnovat koncem devadesátých let, kdy hrál v různých krátkých filmech. Od roku 2001 začal hrát i v celovečerních filmech. Za svou roli ve filmu Nedotknutelní z roku 2011 získal Césara pro nejlepšího herce. Významná je také role ošetřovatele dinosaurů ve filmu Jurský svět. V roce 2021 ztvárnil hlavní roli v seriálu Lupin. Od června 2025 se stal spolumajitelem basketbalového týmu Paris Basketball.

## Filmografie
| Rok           | Název                               | Role                                      | Poznámky |
| ------------- | ----------------------------------- | ----------------------------------------- | --- |
| 2000          | La cape et l'épée                   | potulný zpěvák                            | televizní seriál (1 díl) |
| 2000          | Granturismo                         | hlas                                      | krátký film |
| 2001          | Téměř smrtonosná past               | taxikář                                   | |
| 2001          | La concierge est dans l'ascenseur   |                                           | krátký film |
| 2001          | Omar et Fred                        | různé role                                | televizní seriál |
| 2002          | Blbec na krku                       | Malijec                                   | |
| 2002          | Asterix a Obelix: Mise Kleopatra    | malíř                                     | |
| 2002          | Samuraji                            | Tyson                                     | |
| 2002          | Závod                               | seržant                                   | |
| 2002          | Ces jours heureux                   | Brice                                     | krátký film |
| 2002          | Si j'étais lui                      | Gabriel                                   | televizní film |
| 2003          | La Beuze                            | Michel Dembélé                            | |
| 2003          | Pardon aux familles... Tout ça!     | hlas                                      | |
| 2004          | Le Carton                           | Lorenzo                                   | |
| 2004          | Coming-out                          | Max                                       | krátký film |
| 2004          | Un Jean-Pierre ça peut tout faire   |                                           | |
| 2006          | Nos jours heureux                   | Joseph                                    | NRJ Ciné Awards – nejslibnější herec |
| 2006          | Les multiples                       | Jimmy (hlas)                              | televizní seriál |
| 2007          | Garage Babes                        | Hamidou                                   | |
| 2007          | Moot-Moot                           | Isidore                                   | televizní seriál |
| 2008          | 2 blbouni v Paříži                  | Sammy Bouglioni                           | |
| 2008          | La France d'après                   | hlas                                      | |
| 2009          | Galimatyáš                          | Remington                                 | |
| 2009          | Arthur a Maltazardova pomsta        | Snow (hlas)                               | francouzský dabing |
| 2009          | Frajeři                             | Narbé (hlas)                              | |
| 2009          | Tellement proches                   | Bruno                                     | |
| 2009          | Král Guillaume                      | Jean-Peter                                | |
| 2009          | Safari                              | Youssouf Hammal                           | |
| 2009          | Envoyés très spéciaux               | Jimmy                                     | |
| 2009          | Murphyho zákon maximálních průšvihů | otec Joachim Ortega                       | |
| 2010          | Allez raconte!                      | Momo (hlas)                               | |
| 2010          | Le pas Petit Poucet                 | Grand Poucet                              | televizní film |
| 2010          | Histoires de vies                   | Mo                                        | televizní seriál (1 díl) |
| 2010          | Florence Foresti: Mother Fucker     | šofér taxíku                              | |
| 2010–2012     | SAV des émissions                   | různé role                                | televizní seriál (4 díly) |
| 2011          | Zbohatlíci                          | pastor z Bouzolles                        | |
| 2011          | Nedotknutelní                       | Bakary „Driss“ Bassari                    | César pro nejlepšího herce Mezinárodní filmový festival v Tokiu – nejlepší herec (společně s Françoisem Cluzetem) Prix Lumière pro nejlepšího herce Globes de Cristal pro nejlepšího herce Etoiles d'Or pro mužský herecký objev roku Mezinárodní filmový festival v Santa Barbaře – cena Virtuoso |
| 2011          | Fish'n Chips                        | Fish                                      | televizní seriál (52 dílů) |
| 2012          | Nepoužitelní                        | Ousmane Diakhaté                          | |
| 2012          | Les Seigneurs                       | Wéké N'Dogo                               | |
| 2012          | Mais qui a re-tué Pamela Rose?      | Mosby                                     | |
| 2012          | Crazy Pink Limo                     | filozof                                   | krátký film |
| 2012          | Bref                                | on sám                                    | televizní seriál (1 díl) |
| 2012          | Zak                                 | on sám                                    | televizní seriál |
| 2013          | Pěna dní                            | Nicolas                                   | |
| 2013          | Aux Armes: AIDES                    | vypravěč (hlas)                           | krátký film |
| 2014          | Krvavé peníze                       | Khan                                      | |
| 2014          | X-Men: Budoucí minulost             | Bishop                                    | |
| 2014          | Samba                               | Samba Cissé                               | |
| 2014          | Mune – Strážce měsíce               | Sohone (hlas)                             | |
| 2015          | Jurský svět                         | Barry                                     | |
| 2015          | Lego Jurassic World                 | Barry (hlas)                              | |
| 2015          | Dokonalý šéf                        | Michel                                    | |
| 2016          | Monsieur Chocolat                   | Chocolat                                  | cena Globe de Cristal pro nejlepšího herce |
| 2016          | Angry Birds ve filmu                | Red (hlas)                                | francouzský dabing |
| 2016          | Ledová sezóna                       | Norm (hlas)                               | francouzský dabing |
| 2016          | Inferno                             | Christoph Bouchard                        | |
| 2016          | I dva jsou rodina                   | Samuel                                    | |
| 2017          | Sahara                              | Ajar (hlas)                               | |
| 2017          | Knock                               | Knock                                     | |
| 2017          | Transformers: Poslední rytíř        | Hot Rod (hlas)                            | |
| 2018          | Policajt z Paříže                   | Sebastian Bouchard                        | |
| 2018          | Yao                                 | Seydou Tall                               | |
| 2019          | Vlčí volání                         | D'Orsi                                    | |
| 2019          | Sněžná mela                         | Leopold (hlas)                            | |
| 2019          | ForesTiVi                           |                                           | televizní seriál |
| 2020          | Volání divočiny                     | Perrault                                  | |
| 2020          | Zapomenutý princ                    | otec / princ                              | |
| 2020          | Noční směna                         | Aristide                                  | |
| 2020          | Refugee                             | Marwan                                    | krátký film |
| 2020          | Tout simplement noir                | Omar                                      | |
| 2020          | Duše                                | Joe Gardner                               | francouzský dabing |
| 2021          | Lupin                               | Assane Diop / Paul Sernine / Arsène Lupin | televizní seriál |
| 2022          | Jurský svět: Nadvláda               | Barry                                     | |
| bude oznámeno | Le Chat du Rabbin                   | kocour (hlas)                             | |